# 韦茨拉尔

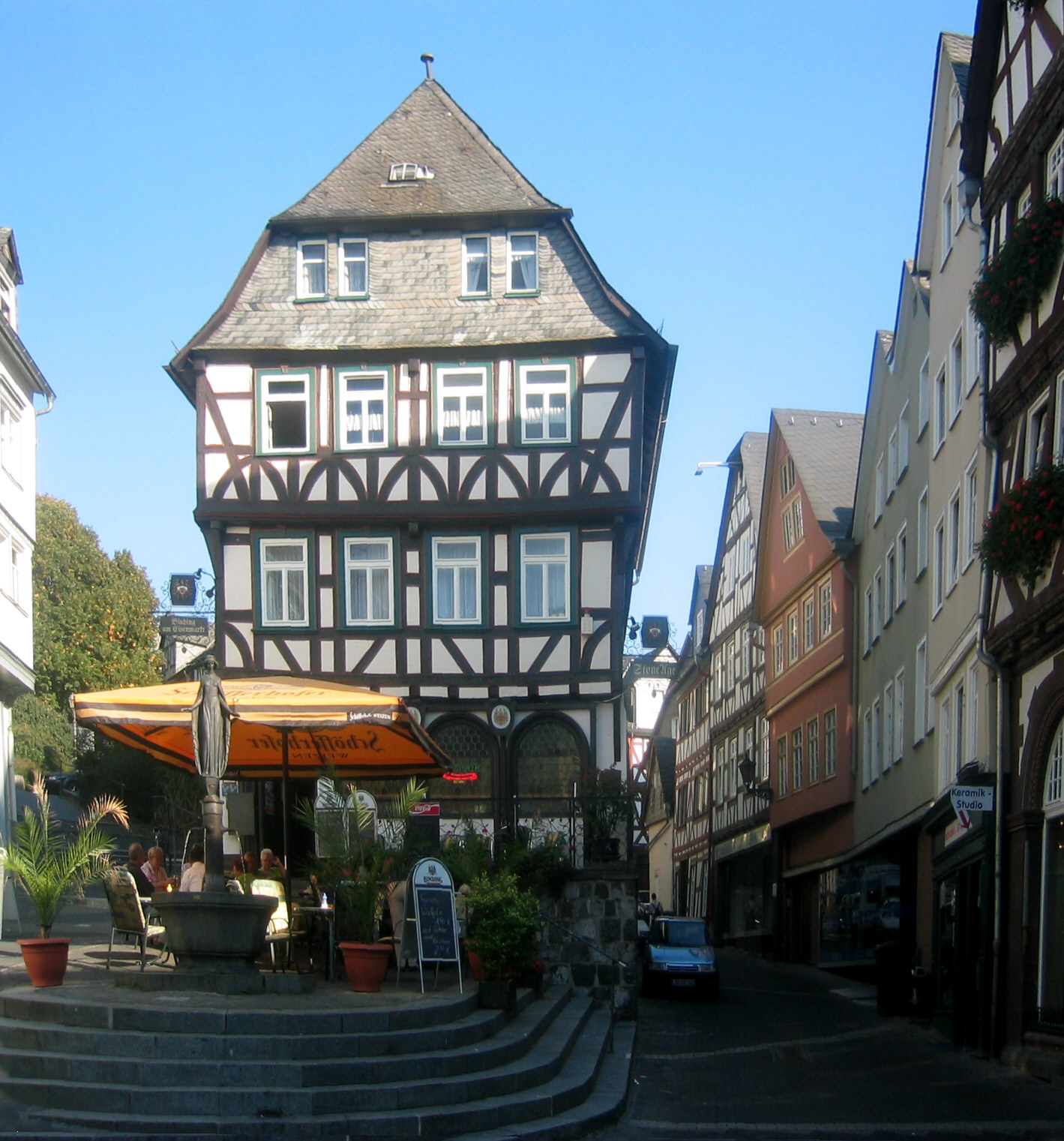
韦茨拉尔

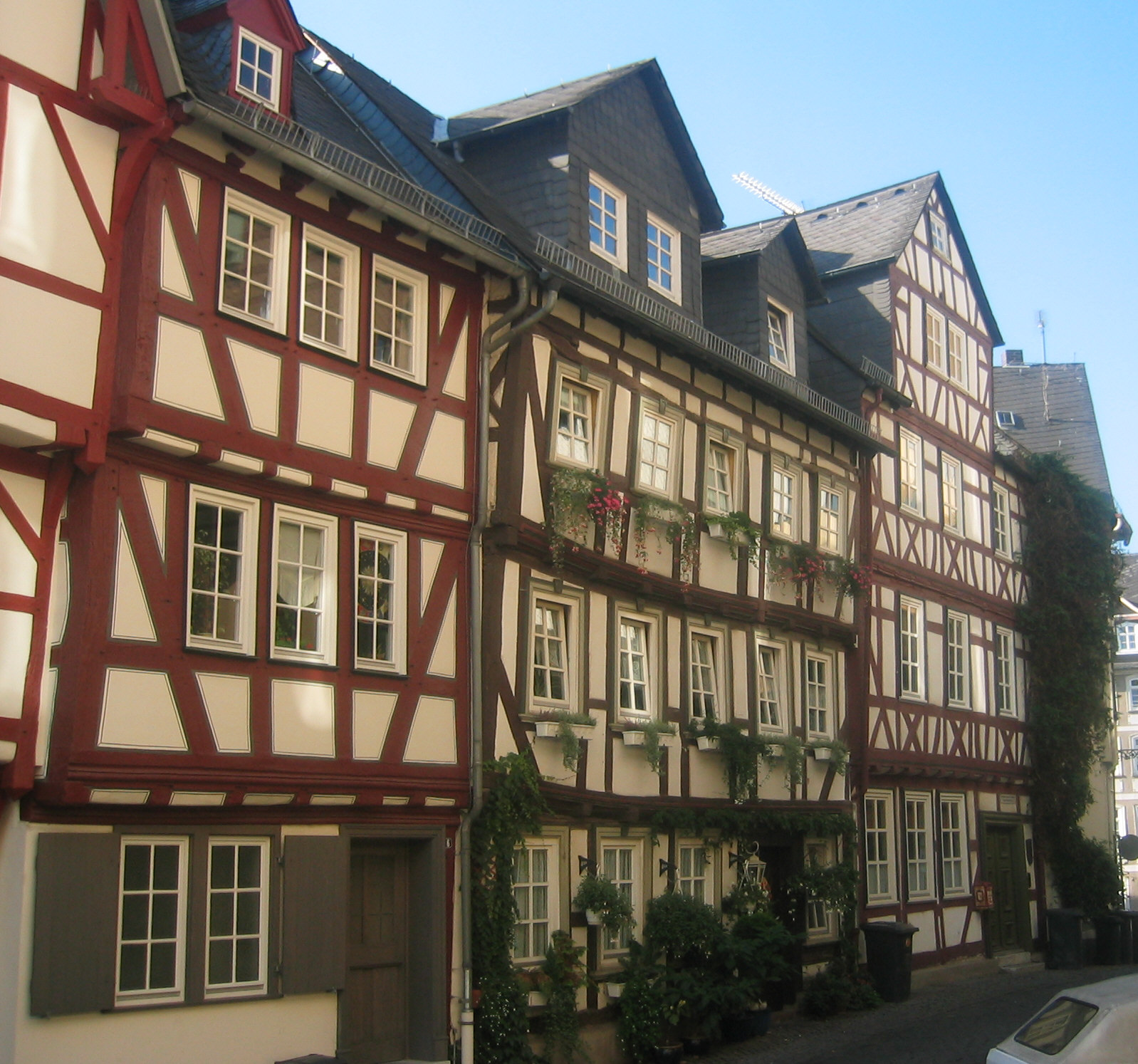
韦茨拉尔的房屋

韦茨拉尔（德語：Wetzlar，德語發音：[ˈvɛt͡slaːʁ] ⓘ）在德国黑森州，是拉恩-迪尔县的首府，人口约五万四千人。韦茨拉尔有千余年的历史，直到1862年成为两条铁路的交点后，开始繁荣起来。
韦茨拉尔市以光学工业为主，著名的有：
- 恩斯特·莱兹光学工厂的显微镜、徕卡相机、望远镜
- 密诺斯厂的微型相机、望远镜。
- 阿瑟·塞伯特光学工厂的放大镜、小型显微镜。

## 韦茨拉尔名人
- 德国文学家歌德曾居住在韦茨拉尔，并创作小说《少年维特的烦恼》。
- 韦茨拉尔市有一奥斯卡·巴尔纳克街纪念35毫米莱卡相机发明人。

## 友好城市
- 法國 阿维尼翁